# Eutiquio (exarca)
Eutiquio (en latín, Eutychius; en griego bizantino, Ἐυτύχιος; fallecido en 752) fue un exarca bizantino, el último de Rávena, en el cargo desde c. 727 al 751.

## Biografía
El Exarcado de Rávena se había rebelado en 727 por la imposición de la iconoclasia. Cuando el exarca Pablo hubo perdido la vida intentando sofocar la revuelta, la respuesta del emperador León III el Isaurio (r. 717–741) fue enviar al patricio eunuco Eutiquio para tomar el control de la situación. En obras históricas, se menciona que Eutiquio ya había servido como exarca en 710/11–713, entre la permanencia en el exarcado de Juan III Rizocopo y Escolástico. Sin embargo, esta es una moderna interpolación basada en una lectura errónea del Liber pontificalis. Cuando Eutiquio llegó a Nápoles, llamó a ciudadanos leales a asesinar al papa Gregorio II. Los ciudadanos respondieron prometiendo defender al Papa y morir en su defensa, a lo que Eutiquio dirigió su atención a los lombardos, ofreciendo recompensas al rey Liutprando y a los duques lombardos si abandonaban al papa Gregorio. A pesar de todo, según Jeffrey Richards, el papa Gregorio persistió en sus esfuerzos por preservar el dominio imperial en Italia.
Los esfuerzos de Eutiquio finalmente obtuvieron resultados. El rey Liutprando llegó a un acuerdo con el exarca y acordó apoyarlo a cambio de ayuda para someter a los ducados de Benevento y Spoleto. Sin embargo, el papa Gregorio se reunió con Liutprando y lo convenció de que abandonase, y luego, con la ayuda de Liutprando, el papa y Eutiquio se reconciliaron. Cuando Tiberio Petasio se llegó a proclamar emperador en Tuscia en 730, Eutiquio a falta de un ejército adecuado, pidió ayuda al papa Gregorio, que ordenó al ejército romano que lo ayudara a sofocar la rebelión, hasta la muerte de Petasio al año siguiente.
El conflicto con los lombardos terminó en desastre en 737, cuando la capital del exarcado, Rávena, fue capturada por Liutprando. Otras guerras estallaron en 739. El papa Gregorio III había apoyado a los duques de Benevento y Spoleto contra Liutprando, haciendo que este último invadiera el centro de Italia. El exarcado, así como el ducado de Roma, fueron devastados y Rávena cayó ante los lombardos. Eutiquio se vio obligado a moverse a las islas venecianas. Apeló a los habitantes para que le ayudaran a liberar Rávena, y la flota veneciana se puso a su lado para recuperar la ciudad.
Poco después del acceso al papado de Zacarías en 741, Liutprando planeó hacer campañas contra el ducado lombardo de Spoleto, que lo había desafiado. Sin embargo, Zacarías marchó hacia el norte, a la capital lombarda de Pavía, y convenció a Liutprando de que abortara la expedición y devolviera parte del territorio que había capturado. Sin embargo, Liutprando consideró este tratado solo entre él y el papa. En 743, Liutprando marchó sobre Rávena, y Eutiquio estaba tan empobrecido para luchar, que él, el arzobispo Juan V de Rávena, y los ciudadanos más importantes de la ciudad, solicitaron al papa que interviniera. El papa Zacarías comenzó una ofensiva diplomática para disuadir a Liutprando de conquistar Rávena, y en su viaje hacia la corte lombarda en Ticinum, tuvo una reunión en la iglesia de San Cristóbal en Aquila con Eutiquio y ciudadanos de Rávena. 'La visita del exarca rogándole al papa que lo salvara de los lombardos atestigua con más fuerza que cualquier otra cosa el debilitamiento total del exarcado y la transferencia efectiva de la autoridad en la Italia católica bizantina del gobernador imperial al papa', observa Jeffrey Richards. El papa Zacarías logró convencer a Liutprando de posponer su prevista campaña y regresar a los distritos rurales alrededor de Rávena que había capturado.
Sin embargo, en 751, el rey lombardo Astolfo capturó Rávena. El Exarcado llegó a su fin, y la Italia bizantina fue confinada a Sicilia y las regiones meridionales de habla griega.
| Predecesor: Pablo | Exarcado de Rávena 728–752 | Sucesor: Ninguno (Exarcado conquistado por los lombardos) |